# جون هوستيتر
جون هوستيتر (بالإنجليزية: John Hostetter)‏ هو ممثل أمريكي بدأ مسيرته الفنية سنة 1979. امتدت مسيرته الفنية لأكثر من 37 عاما.

## الأعمال

### أفلام
- فاني وأليكسندر
- قلعة في السماء
- حسرة ريدج
- فيلم أطفال وستبفورد
- لا مفر
- كيكي لخدمة التوصيل
- الأميرة مونونوكي

### مسلسلات
- السائق نايت
- سيمون وسيمون
- ذا غولدن غيرلز
- ريمنغتون ستيل
- هانتر
- روابط عائلية
- دالاس
- فالكون كريست
- المدرب
- ماتلوك
- نوتز لاندينغ
- إن واي بي دي بلو
- فجأة سوزان
- ميرفي براون
- إي آر
- جاغ
- الجنة السابعة
- أرليس

## وصلات خارجية
- جون هوستيتر على موقع IMDb (الإنجليزية)
- جون هوستيتر على موقع قاعدة بيانات الفيلم (الإنجليزية)
- الموقع الرسمي